# ويليام إي. ستارك
ويليام إي. ستارك (بالإنجليزية: William E. Starke)‏ هو عسكري أمريكي، ولد في 1814 في مقاطعة برونزويك في الولايات المتحدة، وتوفي في 17 سبتمبر 1862 في Antietam National Battlefield ‏ في الولايات المتحدة.